# Hattstedt

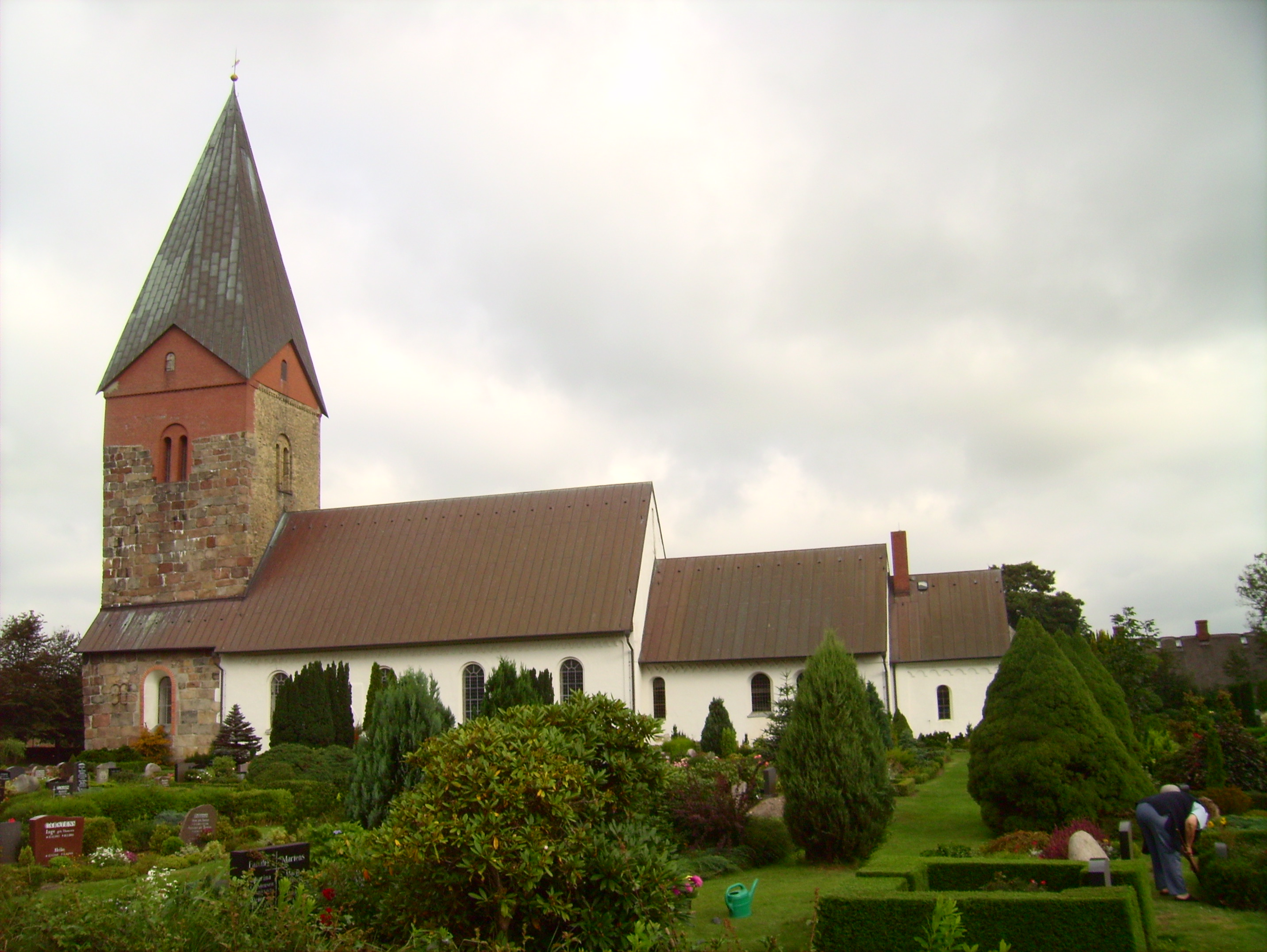
St. Marienkirche, Igreja em Hattstedt (Frísia do Norte/Alemanha).

Hattstedt é um município da Alemanha, localizado no distrito de Nordfriesland, estado de Schleswig-Holstein.